# Kaalstaartbuidelrat
De kaalstaartbuidelrat (Metachirus nudicaudatus)  is een zoogdier uit de familie van de Didelphidae.

## Verspreiding
De kaalstaartbuidelrat komt voor van de zuidelijke Mexicaanse  staat Chiapas tot het noorden van Argentinië. De soort bewoont regenwouden en boomsavannes van zeeniveau tot 1.200 meter hoogte. Er worden vijf ondersoorten onderscheiden:
- M. n. nudicaudatus – Venezuela, Guyana’s, noordelijk Brazilië
- M. n. colombianus – zuiden van Mexico via Midden-Amerika tot Venezuela en Ecuador
- M. n. modestus – Paraguay, zuidelijk Brazilië, Argentinië
- M. n. myosuros – oostelijk Brazilië
- M. n. tschudii – Amazonebekken

## Uiterlijk

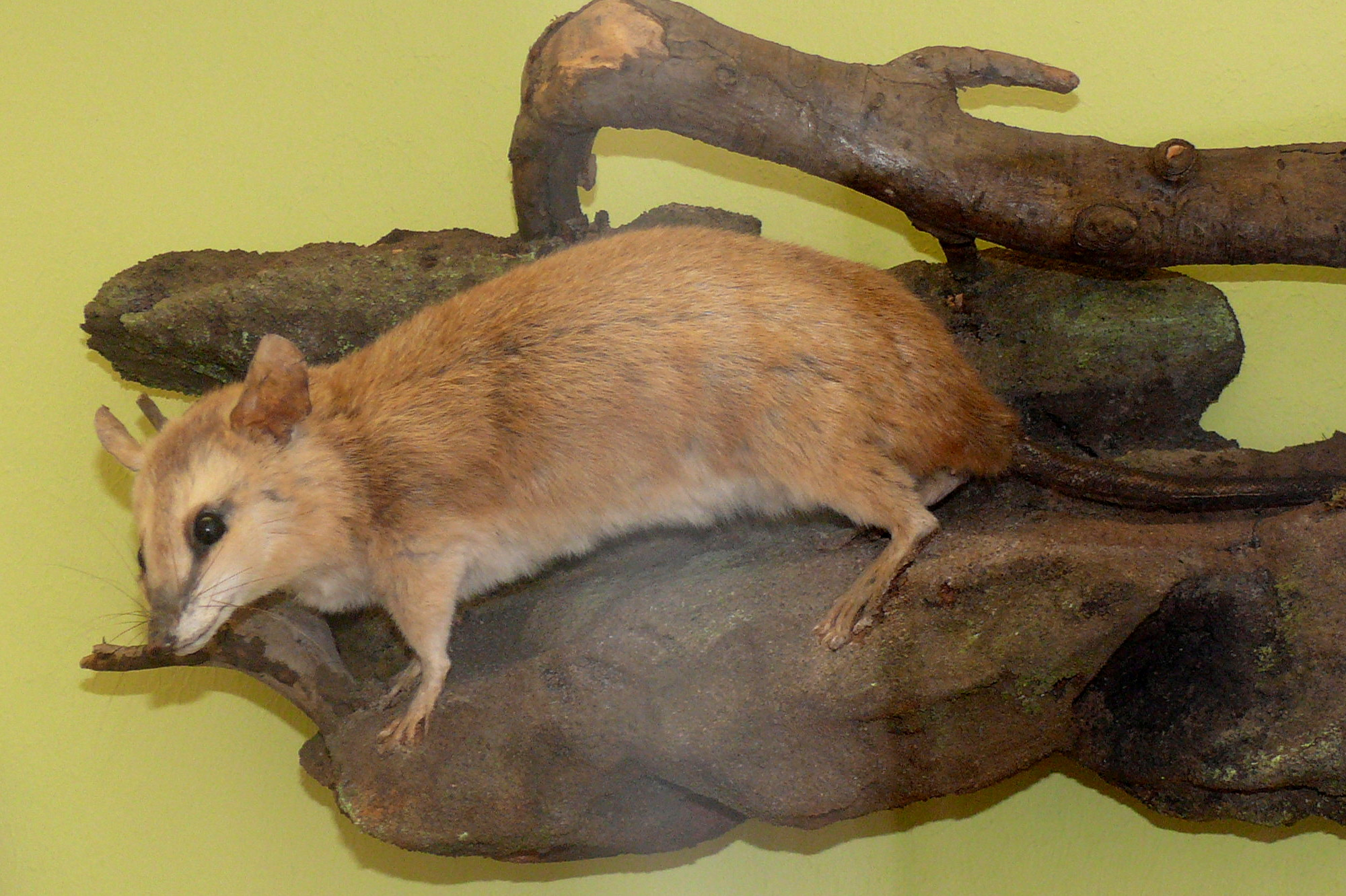
Opgezet exemplaar
Museum Koenig

De kaalstaartbuidelrat heeft een kopromplengte van 19 tot 31 cm. Het gewicht bedraagt 400 tot 800 gram. Dit dier heeft een bruinrode vacht met vlekken boven de ogen en een onbehaarde staart, die niet kan grijpen. De kaalstaartbuidelrat is slank gebouwd met relatief lange poten. Net als dwergbuidelratten heeft de kaalstaartbuidelrat geen buidel.

## Leefwijze
De kaalstaartbuidelrat is een nachtactief dier dat solitair en in bomen en op de grond leeft. Deze buidelrat voedt zich voedt zich met insecten, slakken, kleine gewervelden zoals kikkers, hagedissen, knaagdieren en kleine vogels, eieren en fruit. Per legsel worden één tot negen jongen geboren. De kaalstaartbuidelrat kan drie tot vier jaar oud worden.

## Gevangenschap
In Europese dierentuinen is de kaalstaartbuidelrat in het verleden alleen in London Zoo gehouden. De soort behoorde in de jaren vijftig van de twintigste eeuw enkele jaren tot de collectie en in 1956 was er fokresultaat.